# Vulpes
Vulpes és un gènere de mamífers carnívors de la família dels cànids.
N'existeixen diverses espècies de les quals a Europa només és present la guineu (Vulpes vulpes).
És un animal d'orelles punxegudes, cap triangular, cos esvelt i pelatge suau. Són caçadors solitaris, excepte en època d'aparellament i s'alimenten sobretot de petits mamífers. En ambients urbans, s'acostumen fàcilment a trobar aliment en les deixalles.

## Aspectes culturals
Tradicionalment, el folklore occidental i el català en particular, associa la guineu amb l'astúcia. Existeixen diversos refranys basats en la guineu, com ara:
- al lloc (o al seti) de la guineu, qui se n'alça ja no hi seu, que solien dir els nens quan algun ocupava el seient d'un altre.
- la guineu, quan no les pot haver, diu que són verdes, que es diu als qui pretenen minimitzar els seus fracassos. Fa referència a una antiga faula.

A la Xina representa l'amant que allunya l'espòs de la seva família.